# Udo Wenders
Udo Wenders (* 29. Oktober 1972; eigentlicher Name Udo Ebner) ist ein österreichischer Schlagersänger und ehemaliger Kabarettist und Komiker.

## Karriere
Wenders wuchs mit dem Singen auf, seine Eltern waren bereits Mitglied im Chor, und er absolvierte eine zweijährige klassische Gesangsausbildung am Konservatorium. Unter seinem richtigen Namen Udo Ebner war er neben seinem Beruf auch als Kabarettist aktiv und zudem eine feste Größe im Fasching in seinem Heimatort Feffernitz bei Villach.
2008 nahm der Kärntner unter seinem Künstlernamen Udo Wenders am Grand Prix der Volksmusik teil. Überraschend gewann er deutlich den österreichischen Vorentscheid mit dem Lied Der letzte Zug, Cara mia noch vor den Klostertalern.
Daraufhin beschloss Wenders, sich auf die Musik zu konzentrieren, und brachte noch im selben Jahr sein Debütalbum heraus, das denselben Titel trägt wie sein Grand-Prix-Erfolgssong. Er erreichte damit Platz sieben in den österreichischen Charts und hielt sich über ein Jahr in der Hitparade. Er erhielt eine Platin-Schallplatte für über 20.000 verkaufte Alben.
Im März 2009 nahm er an der Tanzshow Dancing Stars teil, wo er zusammen mit seiner Tanzpartnerin Barbara Koitz Platz drei erreichte. Ein paar Monate später folgte Album Nummer zwei Zärtliche Signale, das es sogar bis unter die Top Drei schaffte und Gold bekam. Daraufhin wurde er auch für den Amadeus in der Kategorie Schlager nominiert.
2010 folgte bereits das dritte Album Jedesmal ist es für immer.

## Diskografie
Alben
- Der letzte Zug, Cara mia (2008)
- Zärtliche Signale (2009)
- Jedesmal ist es für immer (2010)
- Ich finde dich (2012)
- Weltberühmt (in meinem Herzen) (2013)
- Born to be Wenders (2016)
- Fast alles Roger! (2021)